# Hendrik de Leeuw
Hendrik de Leeuw (verm. in of nabij Ravensburg, 1129/1130 – Brunswijk, 6 augustus 1195), uit het Huis der Welfen, was als Hendrik III hertog van Saksen (1142-1180) en als Hendrik XII hertog van Beieren (1156-1180). Hendrik was door erfenis en behendige politiek veruit de machtigste man van Duitsland, na de keizer Frederik I Barbarossa. Zijn ambities brachten hem echter uiteindelijk in conflict met andere edelen en met de keizer, hij verloor zijn belangrijke functies en moest zelfs drie jaar in ballingschap gaan. Maar Hendrik wist zijn positie voor een deel weer te herstellen en zijn nakomelingen bleven een belangrijke rol spelen in de Duitse politiek.

## Ouders
Hendrik was de zoon van een politiek huwelijk: zijn vader hertog Hendrik de Trotse van Beieren had de beslissende stem in de koningskeuze van 1125. Hendrik de Trotse steunde uiteindelijk de kandidatuur van hertog Lotharius van Saksen, in ruil voor een huwelijk met Lotharius' dochter en erfgename Gertrude van Saksen. Hendrik de Trotse verwierf grote macht en bezittingen onder het bestuur van zijn schoonvader, hij was hertog van Saksen en Beieren, markgraaf van Toscane, en graaf van een aantal graafschappen door heel Noord-Italië. Daarnaast had hij in Saksen, Beieren en Italië grote eigen bezittingen. Bij zijn dood gaf Lotharius de regalia aan Hendrik de Trotse, die hoopte koning te worden. Maar Hendrik de Trotse had niet veel vrienden onder de Duitse adel en uiteindelijk werd Koenraad III tot koning gekozen. Hendrik de Trotse droeg de regalia aan Koenraad over maar die eiste ook dat hij een van zijn hertogdommen zou opgeven. Hendrik de Trotse weigerde, en Koenraad nam hem toen beide hertogdommen af. Hendrik de Trotse overleed een half jaar later in oktober 1139.

## Jeugd
Hendrik was nog minderjarig toen zijn vader stierf. Hij werd opgevoed door vroegere hovelingen van Lotharius, vooral geestelijken en legeraanvoerders van ministeriale afkomst. Zijn politieke belangen werden behartigd door zijn moeder en door zijn grootmoeder Richenza van Northeim, de weduwe van Lotharius. Koenraad had Albrecht de Beer tot hertog van Saksen benoemd en Leopold IV van Oostenrijk tot hertog van Beieren. Onder leiding van Richenza verzette de Saksische adel zich echter tegen Albrecht en de oom van Hendrik de Leeuw, Welf VI der Welfen, versloeg Leopold en riep zichzelf tot hertog van Beieren uit. Na de dood van Leopold (1141) benoemde Koenraad Hendrik II van Oostenrijk tot hertog van Beieren.
Op een landdag in Frankfurt in mei 1142 werd een compromis onderhandeld door aartsbisschop Markolf van Mainz. Albrecht de Beer gaf Saksen op (in ruil voor latere compensatie door de keizer) ten gunste van Hendrik de Leeuw; Hendrik de Leeuw gaf zijn aanspraken op Beieren op; Gertrude trouwde met Hendrik van Oostenrijk en hun eventuele zoon zou Beieren erven - hun huwelijk bleef echter kinderloos omdat Gertrude het volgende jaar al overleed. Welf en Hendrik maakten nu weer aanspraak op Beieren.

## Hertog van Saksen
De positie van hertog van Saksen was, in tegenstelling tot de positie van hertog in de andere Duitse hertogdommen, niet automatisch een positie van gezag - het was feitelijk alleen een titel. De macht van een Saksische hertog was dus gebaseerd op zijn eigen bezit en op coalities met de belangrijkste Saksische families. Het eigen bezit van Hendrik was groot en hij voerde een consequente politiek om zijn bezit en macht te vergroten. Hij deed dat door zich, met succes, tussen de koning en de graven te positioneren waardoor de graven veel meer van hem afhankelijk werden. Ook veroverde hij nieuwe gebieden op de Noord-Duitse Slaven, ten noorden en oosten van de Elbe. In zijn bestuur maakte Hendrik bij voorkeur gebruik van ministerialen, die door hun onvrije status voor hem beter te controleren waren dan edelen. Dit leidde wel tot weerstand onder de Saksische adel.
Al in 1144 probeerde Hendrik zijn positie als leenheer van de Saksische graven te laten erkennen, en daarmee de plaats van de koning in te nemen. In dat jaar werd de rijke graaf Rudolf II van Stade vermoord door boeren, zonder erfgenamen achter te laten. Zijn broer Hartwig was een geestelijke en hij wees het aartsbisdom van Bremen aan als erfgenaam. Hendrik protesteerde met argumentatie dat als een graaf zonder directe erfgenaam kwam te overlijden, zijn bezit aan de hertog (als zijn leenheer) moest vervallen. Keizer Koenraad benoemde een commissie om de kwestie te onderzoeken. Maar de commissie bestond vooral uit politieke tegenstanders van Hendrik, en de voorzitter was aartsbisschop Adalbero van Bremen zelf. Het was duidelijk dan Hendrik niets van deze commissie hoefde te verwachten en terwijl de commissie in vergadering bijeen was, liet hij Adalbero ontvoeren. Na een korte gevangenschap in Lüneburg besloot Adalbero de bezittingen van Rudolf van Stade aan Hendrik over te dragen. Hendrik liet zijn nieuwe kastelen door ministerialen bezetten. Hartwig volgde in 1148 Adalbero op als aartsbisschop van Bremen, en toen Hendrik in Italië was (1055) veroverde hij de burchten van Stade, Bremerhaven, Harburg (tegenover Hamburg aan de Elbe) en Freiburg.
Koenraad besloot op een landdag in Frankfurt in maart 1147 om deel te nemen aan de Tweede Kruistocht. Om de rust tijdens zijn afwezigheid te waarborgen liet hij zijn zoon Hendrik Berengarius tot medekoning van Duitsland kiezen en stelde hij een landsvrede in (een verbod om op eigen gezag geweld te gebruiken). Welf nam ook deel aan de kruistocht en had dit nog voor Koenraad bekendgemaakt. Welf en Hendrik lieten de keizer wel weten dat de kwestie rond Beieren na de kruistocht direct weer aan de orde zou zijn.

### Kruistocht tegen deAbodriten
Hendrik koos ervoor om niet deel te nemen aan de Tweede Kruistocht maar achter te blijven om de belangen van zijn familie en van zichzelf te behartigen. Veel Noord-Duitse edelen en geestelijken kozen er ook voor om in Duitsland te blijven. Op aansporen van Bernardus van Clairvaux besloten ze tot een kruistocht om de Abodriten (Noord-Duitse Slaven) te bekeren. Hendrik was een van de leiders van deze kruistocht, naast Koenraad I van Zähringen en aartsbisschop Adalbero van Bremen. Van meet af bestond de indruk dat de kruistocht meer was bedoeld om nieuwe gebieden te veroveren dan om de Slaven te bekeren. De Slavische vorst Niklot, die uitgerekend een vriendschapsverdrag had met de graaf van Holstein, werd teruggedrongen naar zijn kasteel aan de Schweriner See maar kon niet worden verslagen.
Een belangrijk gevolg van deze kruistocht was het huwelijk van Hendrik met Clementia van Zähringen, dochter van Koenraad. Als bruidsschat kreeg ze de heerlijkheid Badenweiler met 500 hoeven en 100 ministerialen. Hendrik ruilde later met Frederik Barbarossa deze bezittingen tegen goederen in Saksen.

### Investituur
Aartsbisschop Hartwig wijdde in 1149 de nieuwe bisschoppen van Oldenburg in Holstein en Mecklenburg. Hendrik maakte prompt aanspraak op het recht om deze bisschoppen hun wereldlijke macht te geven, waardoor ze zijn leenmannen zouden worden (wereldlijke investituur). Hiermee greep hij terug op het concordaat van Worms terwijl hij tegelijk argumenteerde dat de gebieden ten noorden en ten oosten van de Elbe nieuw waren veroverd en dat de koning dus geen historische rechten had ten aanzien van deze bisdommen. Koning Koenraad was net teruggekomen van een mislukte kruistocht en had in het zuiden zijn handen vol aan Welf VI. Koenraad kon daardoor niet in deze noordelijke kwestie ingrijpen en in 1150/1151 ontvingen de nieuwe bisschoppen hun wereldlijke macht van Hendrik.
In 1154 overleed de bisschop van Oldenburg en in de afwezigheid van Hendrik benoemde Clementia haar hofkapelaan (en verre neef) Gerold tot bisschop. Paus Adrianus IV bevestigde op verzoek van Hendrik (die in Rome was) deze benoeming. Dat was zeer tegen de zin van aartsbisschop Hartwig van Bremen.

## Samenwerking met Frederik Barbarossa
Na de dood van Koenraad (1152) moest een nieuwe koning worden gekozen omdat zijn zoon Hendrik Berengarius ook al was overleden. Door de steun van Hendrik werd zijn neef hertog Frederik III van Zwaben tot koning gekozen als Frederik I Barbarossa. De prijs voor de steun van Hendrik was natuurlijk het hertogdom Beieren, dat hij in 1156 zou krijgen. Frederik zou Hendrik lange tijd trouw blijven steunen en bevoordelen, in de wetenschap dat zijn machtspositie onbedreigd was zolang Hendrik aan zijn kant stond.
Hendrik begeleidde Frederik tijdens zijn rondgang door Duitsland en was daarna bijna altijd aan Frederiks hof aanwezig. Hendrik kreeg in 1152 het voogdijschap van Goslar waardoor Hendrik de beschikking kreeg over de grote inkomsten van de Rammelsbergmijnen (zilvermijnen). Ook in 1152 kwam Hendrik in conflict met Albrecht de Beer over de erfenis van de graafschappen Plötzkau en Winzenburg. Albrecht was de nauwste verwant van de overledene maar Hendrik stelde dat als een graafschap vrij viel omdat er geen directe erfgenaam was, dit graafschap aan de hertog zou moeten vervallen. Na enkele maanden besloot Frederik tot een compromis: Albrecht kreeg Plötzkau en Hendrik kreeg Winzenburg. Maar door deze beslissing accepteerde Frederik de argumentatie van Hendrik en creëerde daarmee een belangrijk nieuw precedent: de hertog van Saksen was nu blijkbaar de leenheer van de Saksische graven, en niet de koning.
Frederik Barbarossa bevestigde in 1154 het recht van Hendrik voor de wereldlijke investituur van de bisdommen van Oldenburg, Mecklenburg en Ratzeburg. Bovendien gaf Frederik aan Hendrik het recht om in nieuw veroverde gebieden nieuwe bisdommen en kerken te stichten, waarbij dezelfde feodale rechten van toepassing waren. Dit was vermoedelijk wisselgeld in de voorbereiding van de eerste Italiaanse veldtocht van Frederik, maar Hendrik kreeg zo ten noorden en ten oosten van de Elbe een positie die bijna gelijk was aan die van de koning. Hendrik was de enige Duitse vorst, die geen koning was, die dit recht zou hebben. In volgende jaren begon Hendrik aan een geleidelijke reorganisatie van zijn bisdommen. De zetel van Oldenburg verplaatste hij naar Lübeck en de zetel van Mecklenburg verplaatste hij van het kasteel de Mecklenburg naar Schwerin. In 1169/1170 werd de rechtspositie en het bezit van de bisdommen in aktes vastgelegd.

### Italiaanse veldtocht 1154/1155
Frederik was behalve koning van Duitsland ook koning van Italië. In het noorden van Italië kregen de steden steeds meer macht en begonnen eigen stadstaten te vormen. Milaan had bovendien Lodi (1111) en Como (1127) bezet. In 1153 beklaagden afgevaardigden van Lodi zich bij Frederik over de beperkingen die Milaan hun stad oplegde. Frederik had al het plan om in de herfst van 1154 naar Italië te gaan en besloot om daar een grote militaire expeditie van te maken. Hendrik leverde het grootste aandeel in dit leger. In oktober 1154 vertrok het leger uit Augsburg. Bij Roncaglia stuurden twee Milanezen het leger de verkeerde kant op waardoor het leger verdwaalde en de voorraden op raakten. Hendrik belegerde daarna de stad Tortona, een bondgenoot van Milaan. In februari 1155 kon Hendrik de benedenstad innemen, de bovenstad volgde twee maanden later. Hendrik gebruikte zijn tijd in Italië ook om zijn eigen zaken te regelen. Hij maakte aanspraken op de goederen van het Huis Este, die nu werden bestuurd door een jongere tak van de familie Este. Er werd een regeling getroffen waarbij Hendrik als rechtmatige eigenaar van deze goederen werd erkend en hij de goederen weer in leen gaf aan zijn verre Italiaanse neven.
In juni 1155 kwam het leger van Barbarossa aan in Rome. Het stadsbestuur bood aan om Frederik als keizer te kronen uit naam van Rome, tegen betaling van 5.000 zilveren ponden. Frederik had echter al een afspraak gemaakt met paus Adrianus IV dat die hem zou kronen, en dat Frederik in ruil daarvoor de macht van het stadsbestuur zou breken. Na de kroning door de paus op 18 juni brak een opstand uit in Rome. Ook het kamp van de troepen van Hendrik werd aangevallen, maar hij wist die aanval eenvoudig af te slaan.

## Hertog van Beieren en Saksen
In 1156 werd een overeenkomst met Hendrik van Oostenrijk bereikt: Hendrik van Oostenrijk gaf het hertogdom Beieren op voor Hendrik de Leeuw; Hendrik de Leeuw gaf Oostenrijk (tot dan een deel van Beieren) terug aan de kroon; Frederik benoemde Hendrik van Oostenrijk tot hertog van het nieuwe hertogdom Oostenrijk.
Hendrik had in Beieren een andere positie dan in Saksen. De titel van hertog had hier wel een inhoud: de hertog leidde Beierse troepen als die door de koning werden opgeroepen, en handhaafde de vrede in zijn hertogdom. Maar de hertog van Beieren had minder belangrijke voogdijen dan de hertog van Saksen. En Hendrik had beperkte familiebezittingen in Beieren, en moest die bovendien delen met Welf VI. Verder was Beieren na de afsplitsing van Oostenrijk geheel door Duitse vorstendommen ingesloten, daardoor was er geen mogelijkheid tot verovering van nieuwe gebieden. En omdat de belangrijkste adellijke families van Beieren aan Frederik Barbarossa waren verwant, was een politiek om de feitelijke leenheer van de graven te worden (als in Saksen) hier niet kansrijk. Het lijkt erop dat Hendrik snel besloot om zo weinig mogelijk moeite aan Beieren te besteden maar om er wel voor te zorgen dat hij er zoveel mogelijk aan verdiende.
De belangrijkste inkomstenbron van Beieren was de zouthandel. In Beieren werd steenzout gewonnen dat naar heel Duitsland en Oost-Europa werd geëxporteerd. Hendrik zorgde ervoor dat alle zouthandel door zijn steden ging, langs zijn markten en zijn tollen. Hij ging zelfs zover dat hij bisschop Otto van Freising dwong om zijn markt, tol en muntrecht in Freising af te staan ten gunste van Hendriks stad München. Hendrik verwoestte zelfs de brug van de bisschop over de Isar in Unterföhring om het verkeer te dwingen door München te trekken. Bisschop Otto protesteerde bij zijn neef Frederik Barbarossa maar die steunde Hendrik, hoewel het bisdom Freising wel een deel van de inkomsten uit München zou krijgen.
Verder bemoeide Hendrik zich niet met Beieren, behalve om zijn greep op de zouthandel en -productie te versterken. Hij kwam alleen in Beieren op doorreis van of naar het zuiden. Voor de Italiaanse veldtochten van Frederik gebruikte hij vooral Saksische troepen. Als Beierse troepen deelnamen was dat op eigen initiatief.

### Expedities in het Noorden
Frederik had Sven III van Denemarken als koning van Denemarken erkend maar de werkelijke macht was in handen van Knoet V van Denemarken. Hendrik leidde een leger om Sven op de Deense troon te plaatsen. De Slavische vorst Niklot steunde de expeditie met schepen, in ruil daarvoor accepteerde Hendrik dat Niklot en zijn volk bij hun oude geloof bleven. Hendrik veroverde in 1156 Sleeswijk, Ribe en Haderslev. Knoet, Sven en Waldemar I van Denemarken besloten om samen Denemarken te regeren en Hendrik kon zijn leger terugtrekken. Sven liet vervolgens een aanslag plegen op Knoet en Waldemar maar alleen Knoet werd gedood. Waldemar kon Sven in 1157 verslaan en werd koning van Denemarken.
Nadat Hendrik Niklot in 1160 had verslagen, waarbij die om het leven kwam, benoemde hij vertrouwde ministerialen als kasteelheer van alle Slavische burchten. Pribislaw en Wertislaw, zonen van Niklot, probeerden het verloren gebied te herwinnen. Wertislaw werd gevangengenomen en geëxecuteerd. Pribislaw kreeg echter in 1167 het grootste deel van het gebied van Niklot terug, als leenman van Hendrik.

### Italiaanse veldtocht 1160/1161
In 1159 kon Hendrik, samen met bisschop Eberhard van Bamberg, met veel moeite een conflict tussen de paus en de keizer voorkomen. De paus had een brief geschreven waarin hij het keizerrijk een "beneficium" (leengoed) noemde, wat impliceerde dat de paus boven de keizer stond. De keizer en zijn hofhouding waren diep beledigd maar Hendrik en Eberhard overtuigden de keizer dat er misschien sprake was van een misverstand. Inderdaad stuurde de paus later een nieuwe brief waarin hij uitlegde dat hij eigenlijk "bonum factum" (weldaad) bedoelde. Op 1 september 1159 overleed paus Adrianus en werd paus Alexander III gekozen en die maakte direct duidelijk dat hij vond dat de keizer door de paus werd benoemd, of in elk geval niet kon worden gekroond zonder toestemming van de paus. In reactie daarop werd in Pavia tegenpaus Victor IV gekozen die de soevereiniteit van de keizer volledig steunde. Frederik erkende Victor en werd door Alexander geëxcommuniceerd.
Hendrik nam ondertussen met 1200 ridders deel aan de belegering en verwoesting van Crema (januari 1160) en nam deel aan het tweede beleg van Milaan (januari 1161). In de tussentijd was Hendrik in Duitsland en leidde een aanval op het kasteel Werle (bij Güstrow) waar Niklot om het leven kwam.

### Strijd in Saksen
Het beleid van Hendrik in Saksen leidde tot steeds meer verzet onder de hoge adel daar. Vooral de pogingen van Hendrik om de plaats van de koning in te nemen als leenheer van graven en bisschoppen, zette veel kwaad bloed. Er ontstond een coalitie onder leiding van aartsbisschop Wichmann van Maagdenburg, waar verder o.a. bisschop Herman van Hildesheim, Lodewijk II van Thüringen, Albrecht de Beer en Otto de Rijke deel van uitmaakten. In 1166 kwam het tot gevechten tussen Hendrik en de coalitie. Hendrik had slechts één medestander van betekenis: Pribislaw, de zoon van Niklot, die van Hendrik Mecklenburg in leen kreeg. In de volgende jaren werd het oosten van Saksen geteisterd door oorlog. De aartsbisschop van Keulen sloot zich in 1167 bij de coalitie aan.
Frederik Barbarossa bemiddelde tussen de strijdende partijen en er waren van 1168 tot 1170 zeven landdagen nodig om tot een vrede te komen. Uiteindelijk bleef de positie van Hendrik onveranderd.

### Erfenis van Welf VI
Hendrik had niet deelgenomen aan de Italiaanse veldtocht van 1167. Het Duitse leger werd in Italië getroffen door een agressieve vorm van dysenterie. Een groot deel van het leger overleed aan de ziekte en Frederik Barbarossa was gedwongen om de expeditie af te breken. De ziekte had zowel de gewone soldaten als de edelen getroffen. Een aantal rijke Zuid-Duitse families had hun enige erfgenaam verloren en Frederik begon ervoor te zorgen dat hij in hun plaats als erfgenaam werd aangewezen. Ook Welf VII, de zoon van Welf VI en erfgenaam van grote bezittingen in Zwaben, was overleden. Maar behalve Frederik maakte ook Hendrik aanspraak op de positie van erfgenaam van zijn oom Welf VI. In ruil voor een groot bedrag benoemde Welf VI Hendrik tot erfgenaam. Maar Hendrik kwam zijn betalingsverplichtingen zo slecht na dat Welf VI de overeenkomst verbrak en in plaats van Hendrik Frederik tot zijn erfgenaam benoemde.
Dit was de eerste serieuze confrontatie tussen Hendrik en Frederik, en die eindigde ermee dat Hendrik wat macht moest inleveren ten gunste van Frederik. De verhouding tussen beiden lijkt er niet direct slechter door geworden maar het is wel een voorbode van hun latere conflicten. Welf VI leefde overigens nog 24 jaar (tot 1191) en overleefde Frederik dus één jaar.

### Stadsrechten
Het beeld bestaat dat Hendrik een groot aantal steden zou hebben gesticht of stadsrechten zou hebben gegeven, maar dat is niet juist. Hendrik heeft één stad gesticht: Leeuwenstad, aan de Wakenitz, tegenover Lübeck (toen nog een stad van graaf Adolf II van Schaumburg en Holstein). Deze stad werd in 1158 door Hendrik gesticht na de grote stadsbrand van Lübeck in 1157. Hoewel de inwoners van Lübeck bereid waren om te verhuizen, werd Leeuwenstad al heel snel een mislukking; de stad kon door haar ligging namelijk geen goede haven voor zeeschepen bieden. Toen dat duidelijk werd, kocht Hendrik Lübeck over van Adolf.
Wel heeft Hendrik een groot aantal maatregelen genomen die gunstig waren voor de ontwikkeling van een aantal steden in Beieren, Saksen en Mecklenburg. Onder meer Hamburg, Stade, Lübeck, Hannover, Brunswijk, Lüneburg, Schwerin en München zijn mede op deze manier tot wasdom gekomen. Deze maatregelen waren echter primair bedoeld om Hendrik hogere inkomsten en een betere controle over de economie op te leveren.

### Huwelijk metMathilde Plantagenet
Hendrik had zijn vrouw Clementia verstoten (Konstanz, 23 november 1162), na veertien jaar huwelijk. Het formele argument was te nauwe bloedverwantschap (huwelijken met een verwantschap tot in de zevende graad waren verboden). Het praktische argument was dat Hendrik en Clementia alleen dochters hadden gekregen. Daarnaast was Hendrik met Clementia getrouwd tijdens de regering van keizer Koenraad en toen was een verbondenheid met haar machtige familie uit Zwaben en Bourgondië van strategische waarde. Door zijn goede verstandhouding met Frederik Barbarossa vond Hendrik deze relatie blijkbaar minder belangrijk.
Toen paus Alexander in het conflict tussen koning Hendrik II van Engeland en Thomas Becket de kant van de laatste koos, probeerde Frederik Barbarossa een bondgenootschap met Hendrik II te sluiten - want Frederik steunde de tegenpaus en was door Alexander geëxcommuniceerd. Frederik stelde Hendrik van Engeland een dubbelhuwelijk voor: zowel een van de zonen van Frederik als Hendrik de Leeuw zouden met een dochter van Hendrik van Engeland trouwen. Frederiks zoon Frederik V van Zwaben werd verloofd met Hendriks dochter Eleonora van Engeland. Beide verloofden waren nog peuters en de verloving werd in 1169 verbroken omdat Frederik tegen de zin van Hendrik van Engeland een verdrag met Frankrijk sloot.
De andere verloving tussen Hendrik de Leeuw en Mathilde, dochter van Hendrik van Engeland, ging wel door. Ze trouwden op 1 februari 1168 in de Dom van Minden. Het huwelijk werd aansluitend in Brunswijk gevierd. De dom kreeg als dank een hoeve van Hendrik. Ten tijde van het huwelijk was Mathilde nog maar elf jaar oud (Hendrik was ongeveer 38). Hoewel ze getrouwd waren, diende de voltrekking van het huwelijk te wachten totdat Mathilde volgens de normen van die tijd volwassen werd verklaard. Ze kreeg haar eerste kind enkele maanden na haar zestiende verjaardag. Mathilde bracht een bruidsschat mee van £ 5102. Er waren twintig zakken en kisten nodig om dit bedrag te vervoeren. Het huwelijk met Mathilde bracht Hendrik ook status: in feite beschouwden Frederik Barbarossa en Hendrik van Engeland hem als de-facto medekoning van Duitsland.

### Reis naar Jeruzalem
Toen Mathilde in 1172 zwanger was maakte Hendrik een pelgrimsreis naar Jeruzalem. Doel van de reis was om door deze goede daad bij te dragen aan de geboorte van een gezonde zoon. Hendrik droeg het bestuur van Saksen tijdelijk over aan zijn vroegere tegenstander aartsbisschop Wichmann van Maagdenburg. Hendrik vertrok met een koninklijke entourage: hij nam vijfhonderd zwaarbewapende ridders mee en in zijn gevolg reisden aartsbisschop Boudewijn van Bremen, bisschop Koenraad van Lübeck, abt Hendrik van het Egidiusklooster in Brunswijk, abt Berthold van het Michaelsklooster in Lüneburg en Pribislaw van Mecklenburg, elk met hun eigen entourage.
Stefanus III van Hongarije gaf Hendrik alleen maar een geleide voor zijn gezelschap voor de reis door Hongarije. Maar keizer Manuel I Komnenos ontving Hendrik als een koning en schonk aan elk van zijn ridders een grote hoeveelheid zijde. Ook koning Amalrik I van Jeruzalem gaf Hendrik een grootse ontvangst. Hendrik had gehoopt om aan de kant van Amalrik tegen Saladin te kunnen strijden maar Amalrik vond dat niet opportuun. In plaats daarvan gaf Hendrik grote geschenken aan de Heilig Grafkerk, de Tempeliers en de Hospitaalridders, en kon hij eerder dan gedacht weer naar huis. Op de terugweg werd Hendrik nog gastvrij ontvangen door Kilij Arslan II.
Mathilde was intussen bevallen van een gezonde dochter. Later zou het echtpaar nog vier jongens krijgen.

### Hof en cultuur
Het hof van een middeleeuwse koning reisde met hem mee. Een kleine groep naaste medewerkers zorgde ervoor dat onderweg de hoogst nodige zaken werden afgewikkeld. Als de koning langere tijd ergens verbleef, functioneerde het hof daar als de uitgebreidere politieke en administratieve organisatie die wij als een hofhouding herkennen.
Hendrik was de eerste Saksische hertog die een hertogelijk hof vormde in koninklijke stijl. Kern van dat hof was de hertogelijke kanselarij (secretariaat en archief) die door Hendrik werd ingesteld. Doel van het hof van Hendrik was om de macht en de politiek in Saksen zoveel mogelijk op zijn persoon te concentreren. Het hof van Hendrik heeft zich veertigmaal voor een langere tijd op een locatie gevestigd: driemaal in Verden, viermaal in Lübeck, zesmaal in Lüneburg, zesmaal in Artlenburg en eenentwintigmaal in Brunswijk. Al deze steden liggen in het midden van Saksen.
Brunswijk kan als Hendriks "hofstad" worden beschouwd. Hendrik bouwde daar een paleis (Burg Dankwarderode). Voor zijn paleis plaatste hij ca. 1170 een verguld bronzen beeld van een leeuw, vanwege zijn bijnaam. Het beeld van 880 kg is het eerste vrijstaande bronzen standbeeld ten noorden van de Alpen, na de Romeinse tijd. Vermoedelijk is het beeld geïnspireerd op voorbeelden die Hendrik zelf in Italië heeft gezien. De leeuw staat tegenwoordig in een museum in Brunswijk, voor het paleis staat een kopie. Het embleem van MAN is een gestileerde afbeelding van de leeuw van Brunswijk. Het Blasiuskapittel in Brunswijk werd in 1173 herbouwd als de dom van Brunswijk. Hendrik breidde Brunswijk uit door een moeras te laten droogleggen (door Hollanders), en ommuurde de stad - inclusief de nieuwe wijk en zijn paleis. Ook de belangrijkste munt van Hendrik was in Brunswijk.
Aan het hof van Hendrik werkten geleerden en dichters. Rond 1150 liet Hendrik een Lucidarius schrijven door drie geestelijken. Daarin wordt in vraag-antwoord vorm een aantal theologische en natuurwetenschappelijke onderwerpen behandeld. Ook zouden een tekst van het Roelantslied door de geestelijke Koenraad, en een Tristan door de dichter Eilhart van Oberg, in opdracht van Hendrik zijn vervaardigd. Het Roelantslied heeft een inleiding waarin Mathilde als echtgenote van Hendrik wordt genoemd, wat het werk na 1168 dateert. Ook prijst de inleiding Hendrik uitgebreid en zegt dat van de vorsten van zijn tijd alleen hij gelijkwaardig is aan Karel de Grote en koning David.
Opmerkelijk is dat Hendrik, voogd van meer dan 75 kerkelijke instellingen, geen enkel klooster of kapittel heeft gesticht. Ook was hij heel terughoudend met grote schenkingen in de vorm van bezit. Alleen de Kaiserdom in Königslutter am Elm (begraafplaats van zijn grootvader Lotharius), de Sint-Michaëlkerk in Lüneburg, de abdij Riddagshausen, het Blasiusklooster in Northeim, het klooster van Loccum, het kapittel van Georgenberg (bij Bad Rodach) en het kapittel van Riechenberg (tegenwoordig in Goslar), kregen grote schenkingen van Hendrik. Hendrik gaf wel veel relieken (na zijn reis naar Jeruzalem), kunstwerken en gewaden aan kerkelijke instellingen. Zo schonk hij de dom van Brunswijk een Maria-altaar en een vijf meter hoge, 400 kg zware, zevenarmige kandelaar van brons.

## Politieke Ondergang

### Ontstaan van het conflict
Hendrik concentreerde zich steeds meer op zijn eigen zaken en kwam daardoor steeds minder aan het hof van Frederik Barbarossa. Na 1174 wordt hij niet meer in keizerlijke aktes genoemd. Ook leverde Hendrik geen bijdragen meer aan de militaire inspanningen van Frederik in Italië. Hendriks rivaal om de macht in Westfalen, aartsbisschop Filips I van Heinsberg van Keulen, onderscheidde zich juist door zijn grote inspanningen voor de Italiaanse veldtochten van Frederik (Filips zou ook in Italië sterven, natuurlijk door ziekte). In 1175 vroeg Frederik aan de Duitse vorsten om hem nieuwe troepen te leveren voor de strijd tegen de Lombardijnse Stedenbond en paus Alexander III.
Veel van de Saksische vorsten leverden troepen aan Frederik maar Hendrik deed dat niet. Frederik ontbood Hendrik en ze spraken elkaar begin 1176 in Chiavenna. Frederik zou Hendrik publiek hebben gesmeekt om hem troepen te leveren (volgens sommige bronnen was hij zelfs voor Hendrik geknield) maar Hendrik weigerde toe te stemmen. Hendrik begon onderhandelingen met Frederik en eiste in ruil voor troepen het eigendom van de stad Goslar en met de zilvermijnen in de stad. Maar Frederik was diep beledigd en ging daar niet op in. Zonder de troepen van Hendrik verloor Frederik in mei 1176 de slag bij Legnano. Frederik was gedwongen om een vredesverdrag te sluiten (Venetië, 1 augustus 1177). Hendrik had geen invloed op de onderhandelingen. Mede daardoor werd de bepaling opgenomen dat bisschop Ulrich van Halberstadt, die in 1160 door Hendrik was verdreven, zijn plaats zou terugkrijgen.

### Ontmanteling van Hendriks positie
Bisschop Ulrich van Halberstadt begon in 1177 direct de oude lenen van het bisdom te veroveren. In 1178 viel Filips van Keulen Westfalen binnen om Ulrich te ondersteunen. Hendrik klaagde Filips in 1178 op een landdag in Spiers aan voor het breken van de vrede. Maar er lag ook al een aanklacht tegen Hendrik over zijn agressieve behandeling van de Saksische adel. In januari 1179 moest Hendrik zich daarover verantwoorden tijdens een landdag in Worms. Hendrik kwam echter niet opdagen in Worms en Frederik dreigde Hendrik met de Rijksban, als hij zich op de volgende landdag niet alsnog zou verdedigen (juni 1179 in Maagdenburg). Hendrik kwam ook niet naar Maagdenburg. Markgraaf Diederik van de Lausitz beschuldigde Hendrik in Maagdenburg van verraad en daagde hem uit tot een tweegevecht, waar Hendrik niet op reageerde. Hendrik liet ook verstek gaan op de landdagen van Naumburg (juli 1179), Kayna (augustus 1179) en Würzburg (januari 1180). In Würzburg ontnam Frederik Hendrik al zijn lenen en functies. Frederik moest de andere vorsten beloven dat hij Hendrik niet zonder hun toestemming in zijn functies zou herstellen, omdat ze bang waren voor zijn mogelijke wraak. Hendrik behield natuurlijk zijn omvangrijke eigen bezittingen in Saksen. In stukken wordt hij omschreven als nobilis vir Hainricus de Bruneswic (de edelman Hendrik uit Brunswijk).
Op de landdag in Gelnhausen in maart 1180 werd de val van Hendrik geformaliseerd in een akte die door Filips van Keulen werd opgesteld. Daarin werd Hendrik schuldig verklaard aan: inbreuk op de vrijheden van kerk en adel, tot driemaal toe weigeren om zich voor de landdag te verantwoorden en meervoudige minachting van de keizer. Het aartsbisdom Keulen kreeg het hertogdom Westfalen en Bernhard III van Saksen werd hertog van Saksen. Op een landdag in Altenburg werd in september 1180 over Beieren besloten. Beieren werd gesplitst in het hertogdom Stiermarken onder Ottokar IV van Stiermarken, het hertogdom Meranië onder Berthold IV van Meranië, en het restant van Beieren onder Otto I van Beieren.
Hendrik wilde zich niet zonder slag of stoot bij deze gang van zaken neerleggen. In april 1180 veroverde hij de Keizerpalts Goslar en nam Lodewijk III van Thüringen gevangen. In de zomer trok het leger van Frederik twee maanden al plunderend door Saksen. Frederik gaf de vazallen van Hendrik tot 11 november 1180 om zich te onderwerpen, anders zouden ze al hun titels en functies verliezen. Dit werkte zo goed dat Frederik al in de herfst zijn leger kon ontbinden. Hendrik onderwierp zich in november 1181 in Erfurt aan Frederik. Hij mocht zijn bezit houden. Wel moest hij minstens drie, en maximaal zeven jaar in ballingschap gaan bij zijn schoonvader.

### Verbanning
Op 25 juli 1182 trok Hendrik met zijn gezin en met een klein gevolg naar Normandië. In de herfst van 1182 maakte hij een pelgrimstocht naar Santiago de Compostella. Hendrik verbleef daarna vooral in Winchester. Daar had hij een eigen kleine hofhouding en een lijfwacht, die door Hendrik van Engeland werd betaald. Na de dood van Otto van Beieren (1183) hoopte Hendrik dat hij weer hertog van Beieren kon worden. Hij bezocht zelfs, formeel als afgezant van Hendrik van Engeland, de landdag in Mainz van Pinksteren 1184. Maar daar werd besloten dat Otto's zoon Lodewijk de Kelheimer zijn vader zou opvolgen. Door diplomatieke inspanningen van Hendrik van Engeland kon Hendrik in 1185 echter wel terugkeren naar Duitsland, en vestigde hij zich weer in Brunswijk. Hij noemde zich kortweg "Hertog Hendrik" maar de keizerlijke kanselarij noemde hem nooit meer hertog.
Ondertussen had Frederik Barbarossa plannen gemaakt voor de Derde Kruistocht. Frederik nodigde Hendrik uit om in juli 1189 de landdag in Goslar bij te wonen. Daar stelde hij Hendrik voor de keuze: òf hij kon deelnemen aan de kruistocht en daarna al zijn vroegere titels weer terugkrijgen, òf hij kon niet deelnemen aan de kruistocht en direct een deel van zijn titels weer terugkrijgen. En als hij niet een van deze opties wilde kiezen, dan moest hij weer drie jaar in ballingschap gaan. Hendrik koos voor ballingschap. Met Pasen 1189 ging hij terug naar Engeland maar Mathilde bleef (vermoedelijk door ziekte gedwongen) achter in Brunswijk.

### Terugkeer
Mathilde overleed op 28 juni 1189. Hendrik keerde voor de begrafenis terug naar Brunswijk, hoewel hij nog bijna drie jaar in ballingschap had moeten blijven. Omdat Frederik met veel Saksische edelen onderweg was naar het Heilige Land, volgden er geen reacties op deze overtreding. Aartsbisschop Hartwig II van Bremen gaf Hendrik het graafschap Stade in leen. Hendrik begon daarna grote delen van Saksen te bezetten. Kroonprins Hendrik trok met een leger naar Saksen. Maar inmiddels overleed Willem II van Sicilië en omdat Hendrik met diens erfdochter Constance van Sicilië was getrouwd, wilde kroonprins Hendrik zo snel mogelijk naar Italië. Hendrik de Leeuw en de kroonprins sloten daarom vrede. Hendriks oudste zoon Hendrik V van Brunswijk trok met kroonprins Hendrik naar Italië. Paus Celestinus III gaf in 1191 in Rome een privilege aan Hendrik V van Brunswijk, dat Hendrik de Leeuw en zijn zonen alleen door de paus of door een pauselijk legaat mocht worden geëxcommuniceerd. Hendrik V van Brunswijk trouwde ook met Agnes, zuster van inmiddels keizer Hendrik VI, en werd door dit huwelijk paltsgraaf aan de Rijn. Hendrik de Leeuw en Hendrik VI verzoenden zich volledig in maart 1194.

## Dood en nalatenschap
Hendrik overleed een jaar later, op 6 augustus 1195 in Brunswijk. Hij werd naast Mathilde begraven in de dom van Brunswijk. Hun graf is het oudste dubbelgraf van een echtpaar in Duitsland. Hun beelden daarop zijn nog de originelen, vervaardigd in de eerste helft van de dertiende eeuw.
Drie van Hendriks zoons werden volwassen:
- Hendrik werd paltsgraaf aan de Rijn, en verwierf daarmee een hoge functie;
- Otto werd keizer Otto IV;
- Willem trouwde met een dochter van Waldemar I van Denemarken. Zijn zoon Otto het Kind erfde de eigen bezittingen van zijn vader en zijn ooms en verenigde daarmee weer het eigen bezit van Hendrik de Leeuw in Saksen. Hij werd verheven tot hertog van Brunswijk-Lüneburg.

## Beeldvorming

### Eerste eeuwen
Kerkelijke kroniekschrijvers uit het noorden van Duitsland zijn zeer positief over Hendrik. Ze prijzen hem als de edelste van de Duitse vorsten die de Slaven onderwierp en bekeerde tot het christelijk geloof. In Beieren werd nauwelijks aandacht aan Hendrik gegeven omdat het huis Wittelsbach daar geen belang bij had. Kanselier Giselbert van graaf Boudewijn de Moedige heeft Hendrik vermoedelijk persoonlijk ontmoet. Hij omschreef hem als "de machtigste van de hertogen, maar de arrogantste en wreedste van alle mensen".
Er ontstond een Hendrikslegende die losjes was gebaseerd op zijn tocht naar Jeruzalem. Hendrik beleeft daarin allerlei avonturen, zoals gevechten met draken, en krijgt onderweg de bronzen leeuw als geschenk. Dit verhaal is de inspiratie geweest voor schilderijen, boeken en liederen. Hertog Ernst August van Brunswijk-Lüneburg, die zijn afstamming van Hendrik de Leeuw gebruikte om zijn politieke invloed te vergroten, liet zelfs een Italiaanse opera van dit verhaal maken (Hannover, 1689, componist Agostino Steffani).

### Moderne tijd
De loopbaan van Hendrik, en vooral zijn conflict met Frederik Barbarossa, hebben generaties historici beziggehouden. Sommige beslissingen van Hendrik zijn op het eerste gezicht moeilijk te begrijpen, vooral ook omdat er geen gedetailleerde achtergrondinformatie beschikbaar is om de context volledig te reconstrueren.
Geschiedschrijvers zagen Hendrik lange tijd vooral als de oorzaak van de mislukking van de Italiaanse politiek van Frederik Barbarossa, daarbij gedreven door hebzucht en eigenbelang. Dat veranderde toen de discussie over de Klein-Duitse richting versus de Groot-Duitse richting ontstond. Voorstanders van de Klein-Duitse richting zagen in Hendrik iemand die begreep dat de Italiaanse politiek van Barbarossa tot mislukken was gedoemd, en dat de toekomst van Duitsland in het noorden en het oosten lag (Pruisen). Voorstanders van de Groot-Duitse richting zagen Hendrik als een verachtelijke verrader.
In de negentiende eeuw was Hendrik een populair onderwerp voor historieschilderkunst. Stadsarchitect Ludwig Winter van Brunswijk restaureerde het kasteel Dankwarderode in zijn (volgens hem ) oorspronkelijke staat (1887 - 1906) en plaatste een fontein met een standbeeld van Hendrik op de markt van de stadswijk die Hendrik had laten aanleggen. Tijdens de Eerste Wereldoorlog werd een vier meter hoog houten beeld van Hendrik voor het kasteel Dankwarderode geplaatst. Tegen betaling kon men daar een spijker in slaan en het doel was dat het hele standbeeld van ijzer zou worden. De opbrengsten gingen naar liefdadigheidsorganisaties voor frontsoldaten.
Adolf Hitler prees Hendrik om zijn onderwerping van de Noord-Duitse Slaven en de verduitsing van Mecklenburg. Hierin zag hij een voorloper van zijn eigen Lebensraum visie. In 1935 werden de graven van Hendrik en Mathilde geopend voor onderzoek en Hitler verklaarde dat hun graftombe een "heilig pelgrimsoord" van de natie was. In de periode 1935 - 1940 was de dom van Brunswijk de "Staatsdom" en werd ook de "Zaal van Hendrik de Leeuw" genoemd. Heinrich Himmler steunde bronnenonderzoek naar Hendrik. Tijdens de oorlog met de Sovjet-Unie had Hitler wel kritiek op Hendrik en de andere Duitse vorsten die vooral politiek tegen hun keizers hadden gevoerd. Als ze trouw hun keizers hadden gesteund, was het middeleeuwse Duitsland volgens Hitler al een groot rijk (Riesenreich) geworden.
Moderne onderzoekers benadrukken dat Hendrik op internationale schaal opereerde en een "echte Europeaan" was. Het conflict tussen Hendrik en Frederik Barbarossa wordt niet meer gezien als een titanenstrijd die door Hendrik werd verloren, maar een ontwikkeling in het politieke krachtenveld waar Hendrik en Frederik (misschien tegen hun wil) door werden meegesleept. Hendrik wordt beoordeeld als iemand die niet begreep dat bloot streven naar macht en rijkdom in zijn tijd niet meer mogelijk was, maar juridisch moest worden gelegitimeerd. In 2000 werd hij omschreven als "een provocerende vernieuwer, een innoverende machtsvirtuoos, met autistisch onbegrip voor zijn gelijken" (B. Schneidmüller).
Tegenwoordig wordt de figuur van Hendrik actief ingezet door de stad Brunswijk voor stadspromotie en toerisme.

## Huwelijken en kinderen
Hendrik de Leeuw was gehuwd met:
1. Clementia van Zähringen (1147), gescheiden (1162);
2. Mathilde Plantagenet (1168).

Kinderen van Hendrik en Clementia:
- Hendrik, geboren op de datum 1 november, overleden op jonge leeftijd doordat hij van een tafel viel. Hendrik de Leeuw gaf een molen aan St Michaelklooster in Lüneburg voor zijn nagedachtenis;
- Gertrudis gehuwd met Frederik IV van Zwaben en met Knoet VI van Denemarken;
- Richenza (ovl. 1167), zou verloofd zijn met de latere Knoet VI van Denemarken maar overleed voor het huwelijk.

Kinderen van Hendrik en Mathilde:
- Richenza (1172 - 13 januari 1209 / 1210), werd in ballingschap met haar ouders Mathilde genoemd, verloofd met Willem I van Schotland maar niet met hem getrouwd, gehuwd met Godfried III van Perche en met Enguerrand III van Coucy;
- Hendrik, paltsgraaf bij de Rijn;
- Lotharius (1174-1190), in Duitsland achtergebleven als gijzelaar toen Hendrik de Leeuw voor de tweede maal in ballingschap ging (1189) overleed in Augsburg aan het hof van Hendrik VI en werd begraven in de Abdij Sankt Ulrich und Afra,
- Otto IV, keizer;
- onbekende zoon, jong overleden;
- Willem, graaf van Lüneburg.

Hendrik kreeg nog een dochter uit een buitenechtelijke relatie met Ida van Blieskastel, dochter van graaf Godfried van Blieskastel:
- Mathilde (1155-1219), gehuwd in 1167 met Borwin I van Mecklenburg, zoon van Pribislaw.

## Voorouders
| Voorouders van Hendrik de Leeuw (1129/30-1195) | Voorouders van Hendrik de Leeuw (1129/30-1195)                   | Voorouders van Hendrik de Leeuw (1129/30-1195)                   | Voorouders van Hendrik de Leeuw (1129/30-1195)                   | Voorouders van Hendrik de Leeuw (1129/30-1195)                   | Voorouders van Hendrik de Leeuw (1129/30-1195)                               | Voorouders van Hendrik de Leeuw (1129/30-1195)                               | Voorouders van Hendrik de Leeuw (1129/30-1195)                          | Voorouders van Hendrik de Leeuw (1129/30-1195)                          |
| ---------------------------------------------- | ---------------------------------------------------------------- | ---------------------------------------------------------------- | ---------------------------------------------------------------- | ---------------------------------------------------------------- | ---------------------------------------------------------------------------- | ---------------------------------------------------------------------------- | ----------------------------------------------------------------------- | ----------------------------------------------------------------------- |
| Overgrootouders                                | Welf IV (~1030/40-1101) ∞ Judith van Vlaanderen (1031/35-1094)   | Welf IV (~1030/40-1101) ∞ Judith van Vlaanderen (1031/35-1094)   | Magnus van Saksen (1045-1106) ∞ Sophia van Hongarije (1044-1095) | Magnus van Saksen (1045-1106) ∞ Sophia van Hongarije (1044-1095) | Gebhard van Supplinburg (1030/35-1075) ∞ 909 Hedwig von Formbach (1057-1090) | Gebhard van Supplinburg (1030/35-1075) ∞ 909 Hedwig von Formbach (1057-1090) | Hendrik van Northeim (1060-1101) ∞ Gertrudis van Brunswijk (1058-1117)  | Hendrik van Northeim (1060-1101) ∞ Gertrudis van Brunswijk (1058-1117)  |
| Grootouders                                    | Hendrik de Zwarte (1075-1126) ∞ Wulfhilde van Saksen (1072-1126) | Hendrik de Zwarte (1075-1126) ∞ Wulfhilde van Saksen (1072-1126) | Hendrik de Zwarte (1075-1126) ∞ Wulfhilde van Saksen (1072-1126) | Hendrik de Zwarte (1075-1126) ∞ Wulfhilde van Saksen (1072-1126) | Keizer Lotharius III (1075-1137) ∞ Richenza van Northeim (1087/89-1141)      | Keizer Lotharius III (1075-1137) ∞ Richenza van Northeim (1087/89-1141)      | Keizer Lotharius III (1075-1137) ∞ Richenza van Northeim (1087/89-1141) | Keizer Lotharius III (1075-1137) ∞ Richenza van Northeim (1087/89-1141) |
| Ouders                                         | Hendrik de Trotse (1108-1139) ∞ Gertrude van Saksen (1115-1143)  | Hendrik de Trotse (1108-1139) ∞ Gertrude van Saksen (1115-1143)  | Hendrik de Trotse (1108-1139) ∞ Gertrude van Saksen (1115-1143)  | Hendrik de Trotse (1108-1139) ∞ Gertrude van Saksen (1115-1143)  | Hendrik de Trotse (1108-1139) ∞ Gertrude van Saksen (1115-1143)              | Hendrik de Trotse (1108-1139) ∞ Gertrude van Saksen (1115-1143)              | Hendrik de Trotse (1108-1139) ∞ Gertrude van Saksen (1115-1143)         | Hendrik de Trotse (1108-1139) ∞ Gertrude van Saksen (1115-1143)         |